# Чемпионат Европы по сумо 2015
Чемпионат Европы по сумо 2015 года прошёл в Шяуляе (Литва) с 8 по 10 мая 2015 года.

## Медалисты

### Мужчины (до 21)
| Категория | Золото              | Серебро           | Бронза              |
| --------- | ------------------- | ----------------- | ------------------- |
| 60 кг     | Мартин Зиярник      | Саловати Саидзода | Святослав Семикарас |
| 60 кг     | Мартин Зиярник      | Саловати Саидзода | Петр Виктор         |
| 70 кг     | Начин Донгак        | Павел Данис       | Важа Даяуари        |
| 70 кг     | Начин Донгак        | Павел Данис       | Заур Каримов        |
| 85 кг     | Анатолий Хлюстин    | Ричард Вег        | Артем Суровиахин    |
| 85 кг     | Анатолий Хлюстин    | Ричард Вег        | Джозев Делсег       |
| 92 кг     | Кайгал-Оол Ондар    | Рафаэль Глодек    | Матта Куаранта      |
| 92 кг     | Кайгал-Оол Ондар    | Рафаэль Глодек    | Бенедек Лачцко      |
| 100 кг    | Максим Луганский    | Мерген Монгуш     | Мерт Емин           |
| 100 кг    | Максим Луганский    | Мерген Монгуш     | Чингиз Самадов      |
| 115 кг    | Шамили Гоготчури    | Энрико Занетти    | Владислав Виун      |
| 115 кг    | Шамили Гоготчури    | Энрико Занетти    | Николос Сисвадзе    |
| +115 кг   | Джорджи Парадашвили | Лаша Еладзе       | Айдаш Данзи-Белек   |
| +115 кг   | Джорджи Парадашвили | Лаша Еладзе       | Максим Олешко       |
| Open кг   | Гига Гелашвили      | Джамал Фейзиев    | Максим Луганский    |
| Open кг   | Гига Гелашвили      | Джамал Фейзиев    | Максим Олешко       |

### Мужчины
| Категория | Золото             | Серебро          | Бронза                 |
| --------- | ------------------ | ---------------- | ---------------------- |
| 70 кг     | Мотеуз Конияжни    | Начин Дангит-Оол | Олег Давыденфо         |
| 70 кг     | Мотеуз Конияжни    | Начин Дангит-Оол | Екер Киргиз            |
| 85 кг     | Батыр Алтыев       | Ислам Алыпкачев  | Константин Булатов     |
| 85 кг     | Батыр Алтыев       | Ислам Алыпкачев  | Антон Чуев             |
| 92 кг     | Николай Николов    | Руслан Русанов   | Кайгал-Оол Ондар       |
| 92 кг     | Николай Николов    | Руслан Русанов   | Эрик Шилагий           |
| 100 кг    | Мерт Эмин          | Максим Луганский | Иван Благоев           |
| 100 кг    | Мерт Эмин          | Максим Луганский | Чингиз Самадов         |
| 115 кг    | Сайин-Белек Тиулуш | Михаил Илиев     | Константин Абдула-Заде |
| 115 кг    | Сайин-Белек Тиулуш | Михаил Илиев     | Важа Даяури            |
| +115 кг   | Василий Маргиев    | Эдвард Кудзоев   | Зураб Акубардия        |
| +115 кг   | Василий Маргиев    | Эдвард Кудзоев   | Олександр Вересюк      |
| Open кг   | Руслан Багаев      | Василий Маргиев  | Яцек Пирсяк            |
| Open кг   | Руслан Багаев      | Василий Маргиев  | Олександр Вересюк      |

### Женщины (до 21)
| Категория | Золото             | Серебро             | Бронза              |
| --------- | ------------------ | ------------------- | ------------------- |
| 55 кг     | Карина Колесник    | Кристина Голакова   | Диана Настушенко    |
| 55 кг     | Карина Колесник    | Кристина Голакова   | Елена Артис         |
| 60 кг     | Снежана Улыбина    | Нигина Акобирова    | Александра Розум    |
| 60 кг     | Снежана Улыбина    | Нигина Акобирова    | Сара Резнак         |
| 65 кг     | Полина Данина      | Олена Никитинская   | Изабел Христова     |
| 65 кг     | Полина Данина      | Олена Никитинская   | Виолетта Ципленкова |
| 73 кг     | Анастасия Фрасинюк | Магда Скраджновская | Габриела Гигова     |
| 73 кг     | Анастасия Фрасинюк | Магда Скраджновская | Ирина Гребенчук     |
| 80 кг     | Светлана Петрова   | Ирина Чоробай       | Энелин Лихтер       |
| 80 кг     | Светлана Петрова   | Ирина Чоробай       | Н                   |
| 95 кг     | Лилия Вицкопова    | Сара Крол           | Н                   |
| 95 кг     | Лилия Вицкопова    | Сара Крол           | Н                   |
| +95 кг    | Ксения Данилина    | Татьяна Артамонова  | Кай Пахкель         |
| +95 кг    | Ксения Данилина    | Татьяна Артамонова  | Н                   |
| Open кг   | Светлана Петрова   | Елизавета Моренко   | Лилия Вицкопова     |
| Open кг   | Светлана Петрова   | Елизавета Моренко   | Н                   |

### Женщины
| Категория | Золото               | Серебро            | Бронза             |
| --------- | -------------------- | ------------------ | ------------------ |
| 55 кг     | Елена Хлытина        | Виктория Тсиупа    | Мари-Лис Мичкелсон |
| 55 кг     | Елена Хлытина        | Виктория Тсиупа    | Барбара Годек      |
| 60 кг     | Алина Бойкова        | Дарья Ибрагимова   | Мария Гришева      |
| 60 кг     | Алина Бойкова        | Дарья Ибрагимова   | Моника Скиба       |
| 65 кг     | Вера Коваль          | Моника Скиба       | Масиос Магдалена   |
| 65 кг     | Вера Коваль          | Моника Скиба       | Изабел Христова    |
| 73 кг     | Магда Скраджновская  | Анастасия Фрасинюк | Нина Страхова      |
| 73 кг     | Магда Скраджновская  | Анастасия Фрасинюк | Джей Реймунд       |
| 80 кг     | Екатерина Алексеевна | Светлана Петрова   | Оля Ковачева       |
| 80 кг     | Екатерина Алексеевна | Светлана Петрова   | Керстин Шмидтсдорф |
| 95 кг     | Лилия Вицкопова      | Сара Крол          | Наталия Берзикси   |
| 95 кг     | Лилия Вицкопова      | Сара Крол          | Арника Шульце      |
| +95 кг    | Анна Полякова        | Ольга Давидко      | Виктория Царук     |
| +95 кг    | Анна Полякова        | Ольга Давидко      | Свитлана Яромка    |
| Open кг   | Анна Полякова        | Екатерина Гордеева | Марина Максименко  |
| Open кг   | Анна Полякова        | Екатерина Гордеева | Свитлана Яромка    |

## Командные соревнования
| Место | Мужчины (до 23) | Мужчины (до 23) |
| Место | Команда         |                 |
| ----- | --------------- | --------------- |
| 1     | Грузия          |                 |
| 2     | Азербайджан     |                 |
| 3     | Венгрия         |                 |
| 3     | Н               |                 |

| Место | Мужчины  | Мужчины |
| Место | Команда  |         |
| ----- | -------- | ------- |
| 1     | Россия   |         |
| 2     | Грузия   |         |
| 3     | Украина  |         |
| 3     | Болгария |         |

| Место | Женщины (до 23) | Женщины (до 23) |
| Место | Команда         |                 |
| ----- | --------------- | --------------- |
| 1     | Россия          |                 |
| 2     | Польша          |                 |
| 3     | Эстония         |                 |
| 3     | Н               |                 |

| Место | Женщины | Женщины |
| Место | Команда |         |
| ----- | ------- | ------- |
| 1     | Россия  |         |
| 2     | Украина |         |
| 3     | Польша  |         |
| 3     | Н       |         |